# Albert Jacobsson
Albert Fredrik Jacobsson, född den 17 november 1844 i Göteborg, död där den 26 november 1912, var en svensk militär. Han var far till Herbert Jacobsson.
Jacobsson blev underlöjtnant vid Göta artilleriregemente 1864, löjtnant där 1872, kapten 1876 och major vid Andra Göta artilleriregemente 1894. Han var överstelöjtnant vid Första Göta artilleriregemente 1898–1902. Jacobsson befordrades till överste i armén 1902 och beviljades avsked ur krigstjänsten 1910. Han var ledamot i styrelsen för Chalmers tekniska läroanstalt 1891–1904 och från 1910. Jacobsson blev riddare av Svärdsorden 1887 och av Carl XIII:s orden 1899. Han vilar i en familjegrav på Östra kyrkogården i Göteborg.